# تشون كاي فنغ
تشون كاي فنغ (بالصينية: 馮俊凱) (و. 1988  م) هو راكب دراجة هوائية، من تايبيه الصينية، شارك في الألعاب الأولمبية الصيفية 2008، ودورة الألعاب الآسيوية 2010، ودورة الألعاب الآسيوية 2014.

## سباقات أو مراحل فاز بها
| التاريخ        | السباق                                            | المركز                                          |
| -------------- | ------------------------------------------------- | ----------------------------------------------- |
| 01 يناير 2006  | 2006 Asian Road Cycling Championships Men U19 ITT | المركز الثالث                                   |
| 10 يونيو 2012  | طواف سنجكارك 2012                                 | المركز الثالث                                   |
| 15 يناير 2017  | 2017 People's Choice Classic                      | المرتبة 19 في التصنيف العام                     |
| 11 نوفمبر 2018 | طواف أوكيناوا 2018                                | المركز الثالث                                   |
| 21 مارس 2019   | طواف تايوان 2019                                  | التاسع في التصنيف العام، التاسع في تصنيف النقاط |
| 25 أبريل 2019  | 2019 Asian Road Cycling Championships Men ITT     | المركز الثاني                                   |
| 28 أبريل 2019  | 2019 Asian Road Cycling Championships Men RR      | المركز الثالث                                   |
| 05 مارس 2020   | طواف تايوان 2020                                  | العاشر في تصنيف الجبال، الرابع في التصنيف العام |

## روابط خارجية
- تشون كاي فنغ على موقع الاتحاد الدولي للدراجات (الإنجليزية)
- تشون كاي فنغ على موقع أرشيف الدراجات (الإنجليزية)
- تشون كاي فنغ على موقع إحصائيات الدراجات الإحترافية (الإنجليزية)
- تشون كاي فنغ على موقع نسبة الدراجات (الإنجليزية)
- تشون كاي فنغ على موقع CycleBase (الإنجليزية)
- تشون كاي فنغ على موقع أوليمبيديا (الإنجليزية)